# Kathleen M. Ashley
Kathleen M. Ashley (* 1944) ist eine US-amerikanische Anglistin.

## Leben
Sie erwarb an der Duke University 1969 den B.A., 1970 den M.A. und 1973 den PhD (The idea of order in the Towneley cycle). Sie lehrte an der University of Southern Maine (1978–2015 Assistant, Associate, Full Professor of English).
Ihre Forschungsinteressen sind mittelalterliche Literatur, Autobiografiestudien, afroamerikanische Literatur, Kulturtheorie und zeitgenössische Schriftstellerinnen.

## Schriften (Auswahl)
- mit Pamela Sheingorn: Writing faith. Text, sign & history in the miracles of Sainte Foy. Chicago 1999, ISBN 0-226-02966-2.
- mit Marilyn Deegan: Being a pilgrim. Art and ritual on the medieval routes to Santiago. Farnham 2009, ISBN 0-85331-989-8.